# 시청역 (서울)
시청역(City Hall Station, 市廳驛)은 대한민국 서울특별시 중구 정동과 명동에 걸쳐 있는 수도권 전철 1호선과 서울 지하철 2호선의 전철역이자 환승역이다.
부근에 서울특별시청이 있으며 여기서 역명을 따왔다. 2호선의 역사 내부에 서울교통공사의 1·2호선을 관할한 유실물센터가 있다.

## 역사
- 1974년 8월 15일 : 수도권 전철 1호선 성북역~인천역 구간 개통과 함께 시청앞역(市廳앞驛)으로 영업 개시
- 1983년 6월 30일 : 시청앞역(市廳앞驛)에서 시청역(市廳驛)으로 역명 변경
- 1984년 5월 22일: 서울 지하철 2호선 서울대입구역~을지로입구역 구간 연장 개통과 함께 환승역이 됨

## 대중 문화
김광석이 참여했던 동물원의 1990년 발매한 3집 앨범에 시청앞 지하철역(에서)이라는 명칭이 등장한다. 시청앞역(市廳앞驛)이라는 지명은 1974년 8월 15일 수도권 전철 1호선 성북역~인천역 구간 개통 당시부터 부르던 이름이었지만 1983년 6월 30일에 시청역(市廳驛)으로 변경되었다.

## 역 구조
이 역과 동대문역사문화공원역까지 2호선을 따라 연결하는 을지로지하상가통로가 있으며, 출입구는 12개이다. 1번~3·6번~12번 출입구는 소공동에 있고, 4·5번 출입구는 명동에 있다.

### 1호선 승강장
2면 2선의 상대식 승강장을 갖춘 지하역이며, 완전밀폐형 스크린도어가 설치돼 있다.
| ↑ 종각 |
| \| 상  |
| 서울 ↓ |

| 상행 | ● 수도권 전철 1호선 | 종로3가 · 동대문 · 신설동 · 청량리 · 연천 방면(일반, 급행)             |
| 하행 | ● 수도권 전철 1호선 | 서울역 · 부천(부천대학교)·인천 · 서동탄 · 천안 · 신창 방면(일반, 급행) |

### 2호선 승강장
1면 2선의 곡선 섬식 승강장을 갖춘 지하역이며, 완전밀폐형 스크린도어가 설치되어 있다.
| 충정로 ↑     |
| 하상 \|      |
| ↓ 을지로입구 |

| 외선 | ● 서울 지하철 2호선 | 신촌 · 홍대입구 · 영등포구청 · 신도림 방면 |
| 내선 | ● 서울 지하철 2호선 | 을지로입구 · 신당 · 성수 · 잠실 방면       |

### 환승
환승 통로는 2호선의 경우 내선열차는 가장 앞칸/외선열차는 가장 뒷칸에 있고, 1호선은 소요산·광운대 방향 뒷칸/인천·서동탄·신창 방향 앞칸에 설치되어 있다.

## 주변
- 대한성공회 서울교구
- 대한성공회 성가수도회
- 대한성공회 서울주교좌대성당
- 경운궁 양이재
- 경향신문
- 광화문우체국
- 국가인권위원회
- 국민건강보험공단
- 국민고충처리위원회
- 한국방송광고진흥공사
- 남대문시장
- 대한민국헌정회
- 주한 영국 대사관
- 주한 타이베이 대표부
- 주한 싱가포르 대사관
- 주한 캐나다 대사관
- 주한 러시아 대사관
- 주한 호주 대사관
- 주한 뉴질랜드 대사관
- 주한 네덜란드 대사관
- 주한 노르웨이 대사관
- 주한 도미니카 공화국 대사관
- 주한 엘살바도르 대사관
- 주한 코트디부아르 대사관
- 주한 볼리비아 대사관
- 덕수궁
- 덕수궁미술관
- 동아일보
- 유관순기념관
- 무교동
- 부산은행 서울영업부
- 상업등기소
- 빙그레 본사
- 서울광장
- 서울도서관
- 서울시립미술관
- 서울시민대학
- 서울신문
- 서울지방국세청 남대문별관
- 서울특별시의회
- 서울특별시청
- 서울파이낸스센터
- 세종문화회관
- 숭례문
- 신세계백화점
- 영국 대사관
- 을지로 방면
- 일본정부관광국
- 정동극장
- 조선일보, TV조선 본사(조선미디어렙)
- 중부등기소
- 중앙일보
- 중앙적십자혈액원
- 청계광장
- 프레지던트호텔
- 한국산업안전공단
- 한국은행
- 덕수궁 중명전
- 구러시아공사관

## 이용객 변동
| 노선  | 노선    | 일평균 인원수 (명/일) | 일평균 인원수 (명/일) | 일평균 인원수 (명/일) | 일평균 인원수 (명/일) | 일평균 인원수 (명/일) | 일평균 인원수 (명/일) | 일평균 인원수 (명/일) | 일평균 인원수 (명/일) | 일평균 인원수 (명/일) | 일평균 인원수 (명/일) | 각주  |
| 노선  | 노선    | 2000년                | 2001년                | 2002년                | 2003년                | 2004년                | 2005년                | 2006년                | 2007년                | 2008년                | 2009년                | 각주  |
| ----- | ------- | --------------------- | --------------------- | --------------------- | --------------------- | --------------------- | --------------------- | --------------------- | --------------------- | --------------------- | --------------------- | ----- |
| 1호선 | 승차    | 22,552                | 22,356                | 22,621                | 22,309                | 23,119                | 22,557                | 23,163                | 23,706                | 24,231                | 23,249                | [ 3 ] |
| 1호선 | 하차    | 24,164                | 24,128                | 23,751                | 23,163                | 23,729                | 23,855                | 24,398                | 24,594                | 25,245                | 23,962                | [ 3 ] |
| 1호선 | 승·하차 | 46,715                | 46,484                | 46,372                | 45,471                | 46,848                | 46,412                | 47,561                | 48,299                | 49,476                | 47,211                | [ 3 ] |
| 2호선 | 승차    | 22,056                | 23,147                | 24,193                | 24,122                | 24,613                | 23,905                | 24,274                | 25,087                | 25,197                | 24,089                | [ 3 ] |
| 2호선 | 하차    | 22,182                | 23,450                | 25,021                | 24,827                | 25,450                | 25,733                | 26,490                | 27,156                | 27,266                | 26,050                | [ 3 ] |
| 2호선 | 승·하차 | 44,238                | 46,597                | 49,214                | 48,950                | 50,063                | 49,638                | 50,763                | 52,243                | 52,463                | 50,138                | [ 3 ] |
| 노선  | 노선    | 2010년                | 2011년                | 2012년                | 2013년                | 2014년                | 2015년                | 2016년                | 2017년                | 2018년                | 2019년                | [ 3 ] |
| 1호선 | 승차    | 22,831                | 22,842                | 22,492                | 24,247                | 24,471                | 24,650                | 25,892                | 25,062                | 24,856                |                       | [ 3 ] |
| 1호선 | 하차    | 23,291                | 23,029                | 22,276                | 24,253                | 24,672                | 24,764                | 26,144                | 25,297                | 24,631                |                       | [ 3 ] |
| 1호선 | 승·하차 | 46,122                | 45,871                | 44,768                | 48,500                | 49,143                | 49,414                | 52,036                | 50,359                | 49,487                |                       | [ 3 ] |
| 2호선 | 승차    | 24,693                | 25,171                | 25,098                | 26,707                | 25,653                | 25,358                | 25,892                | 24,049                | 24,540                |                       | [ 3 ] |
| 2호선 | 하차    | 26,184                | 26,485                | 26,254                | 27,795                | 25,285                | 24,815                | 24,907                | 23,018                | 23,395                |                       | [ 3 ] |
| 2호선 | 승·하차 | 50,877                | 51,656                | 51,352                | 54,502                | 50,938                | 50,173                | 50,799                | 47,067                | 47,935                |                       | [ 3 ] |

## 사진

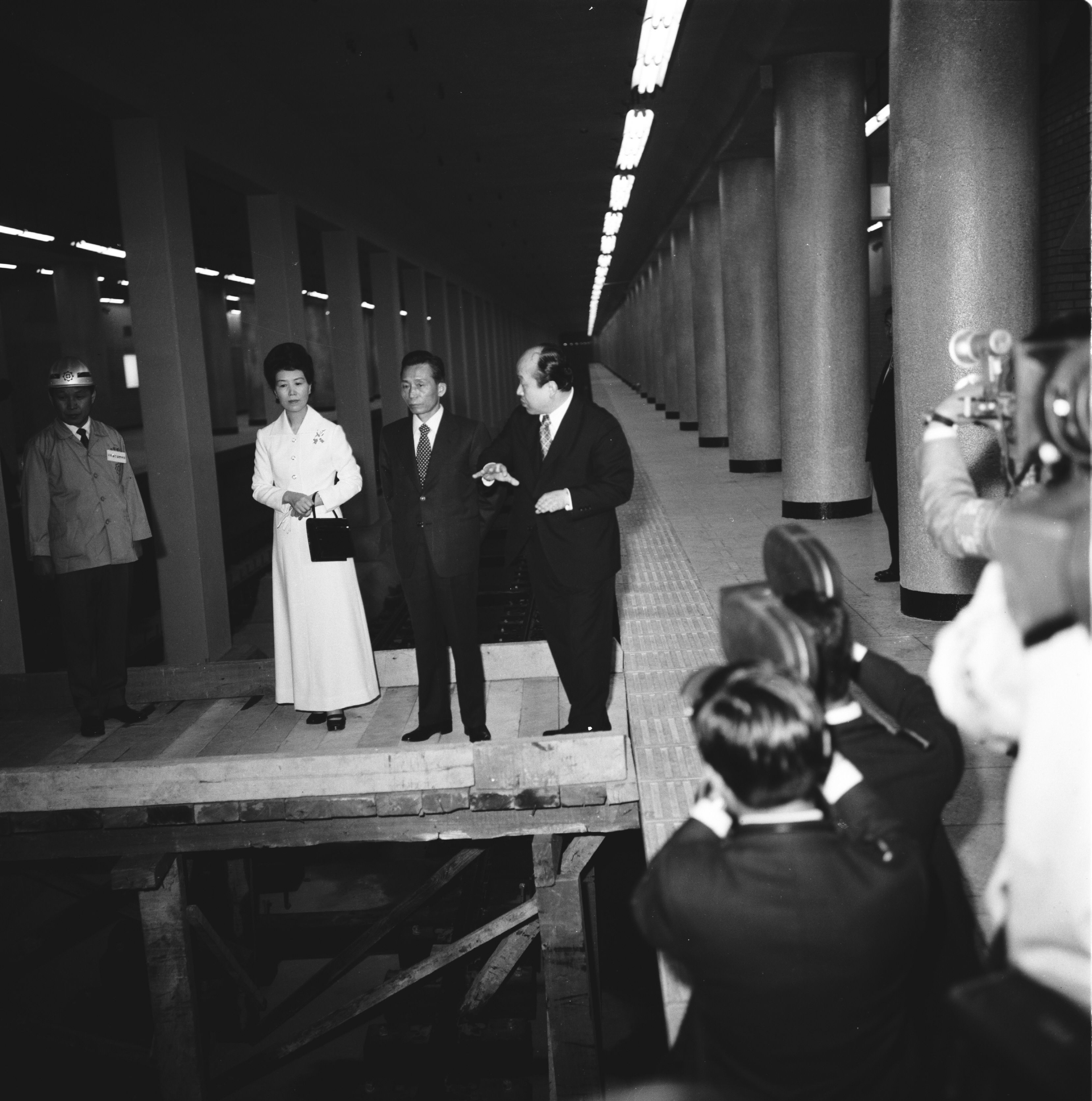
1973년 4월 공사 현장을 방문한 박정희 대통령 내외
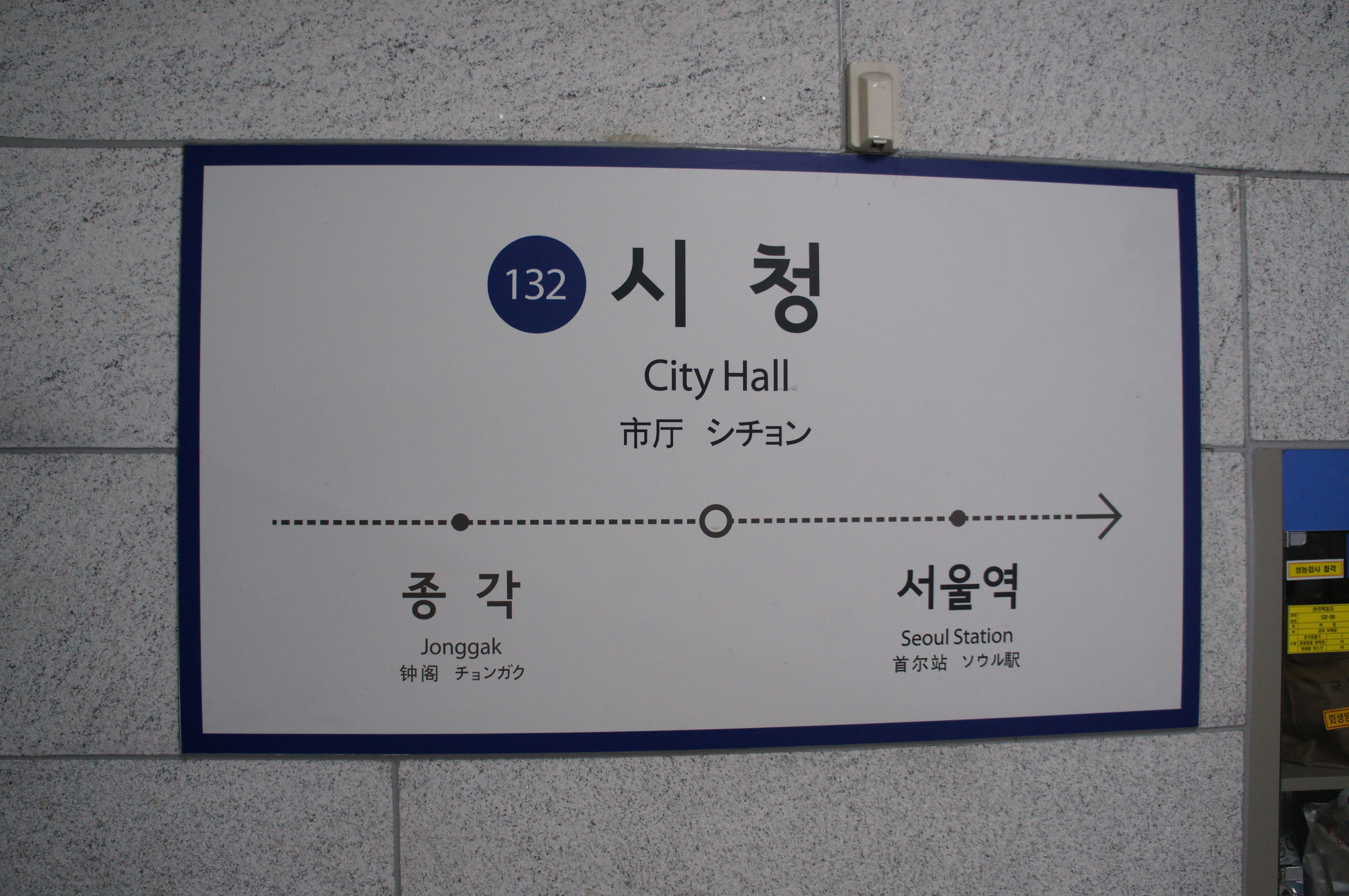
1호선 인천·신창·서동탄 방향 역명판
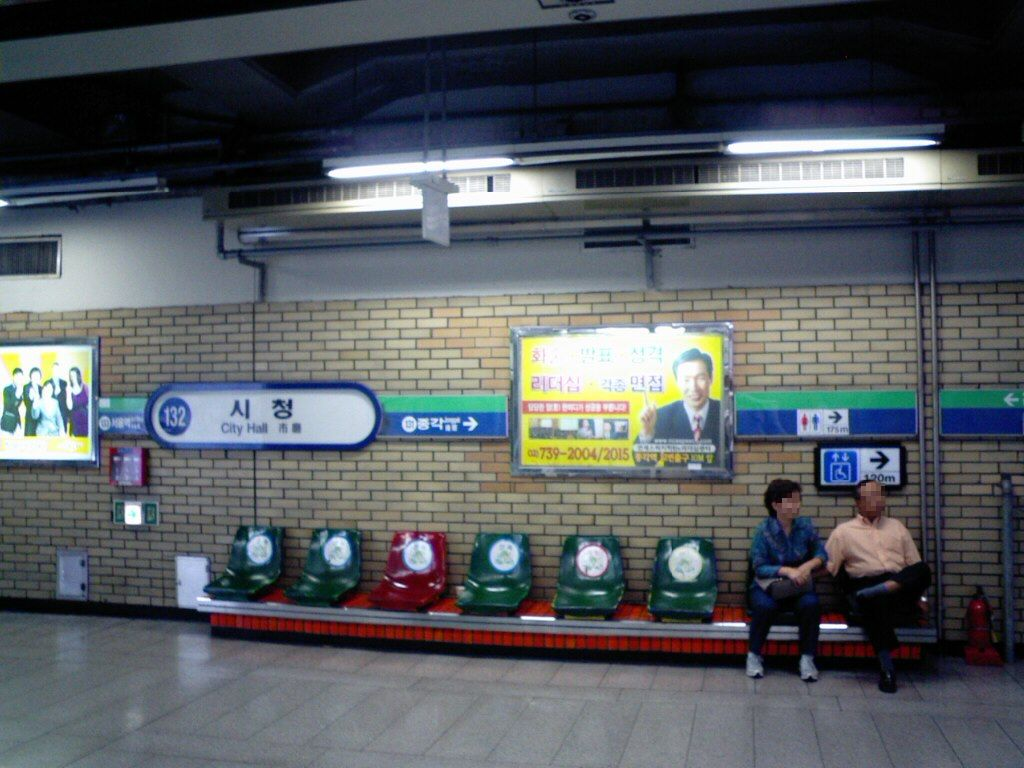
1호선 소요산 방향 승강장(스크린도어 설치·역명판 교체 전, 서울메트로 시절)
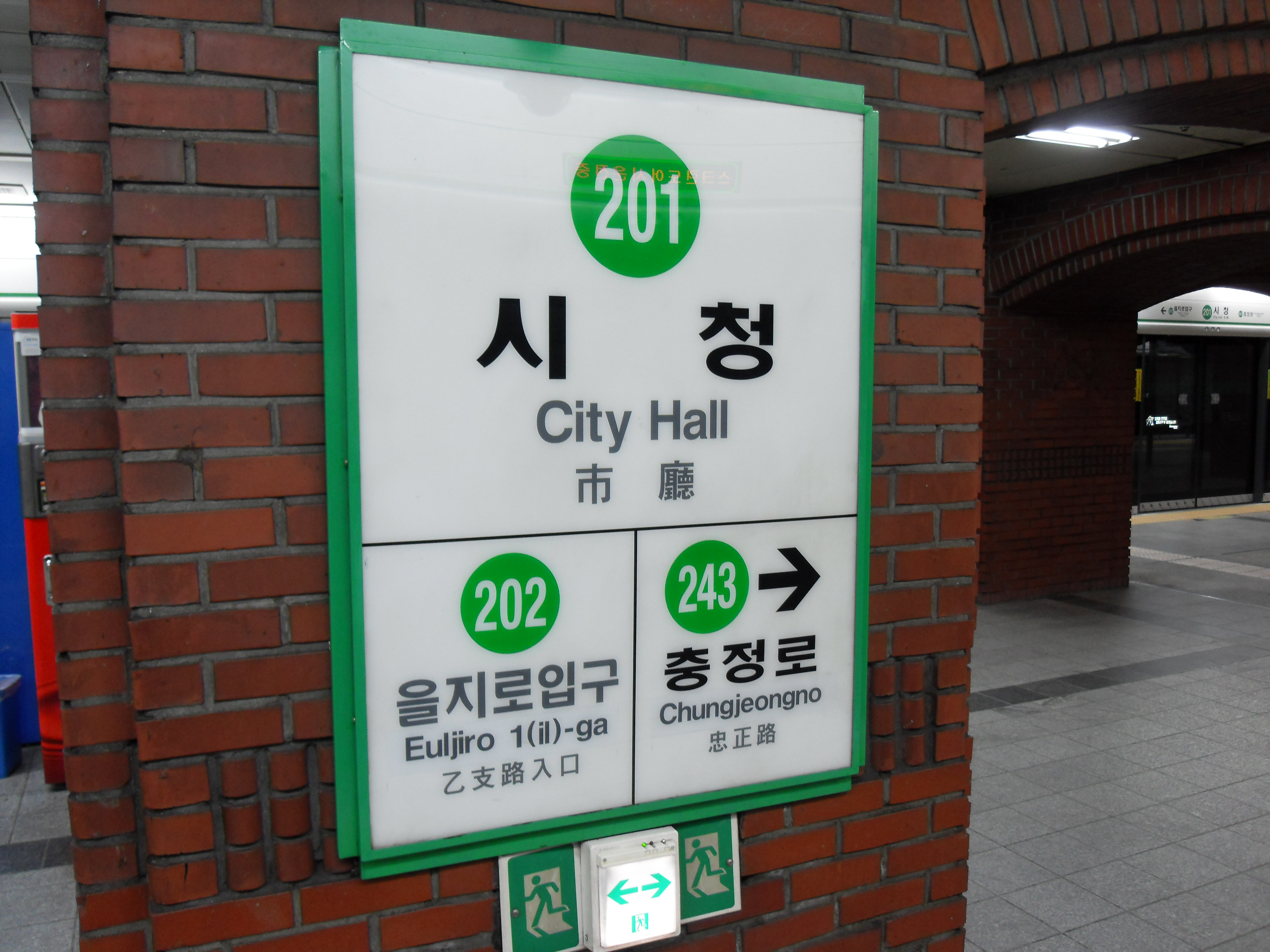
2호선 외선순환 역명판(글씨체 바꾸기 전, 서울메트로 시절)
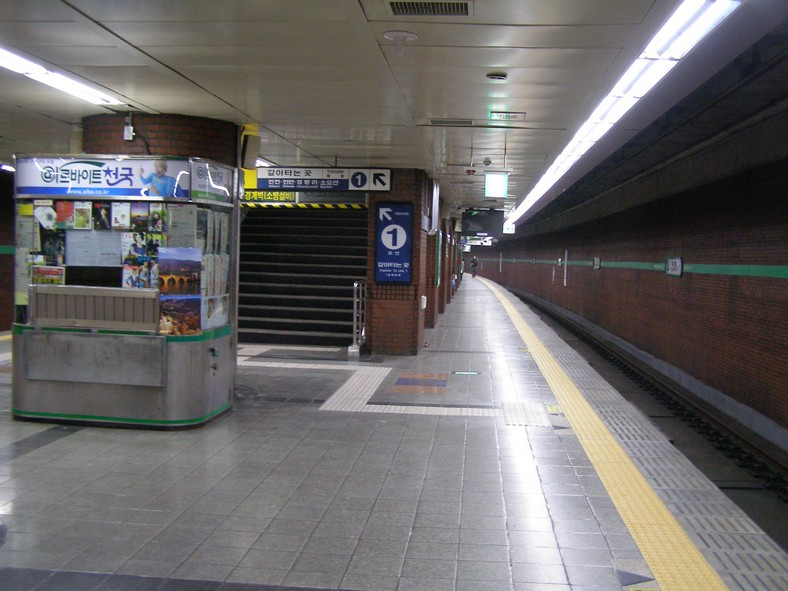
2호선 내선순환 승강장(스크린도어 설치·글씨체 바꾸기 전, 서울메트로 시절)
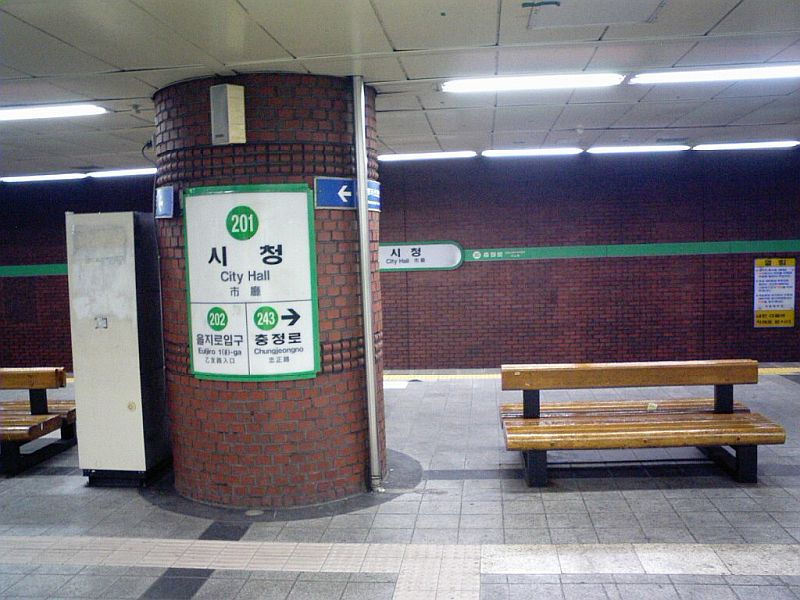
2호선 외선순환 역명판(전), 내선순환 승강장(후)(스크린도어 설치·글씨체 바꾸기 전, 서울메트로 시절)
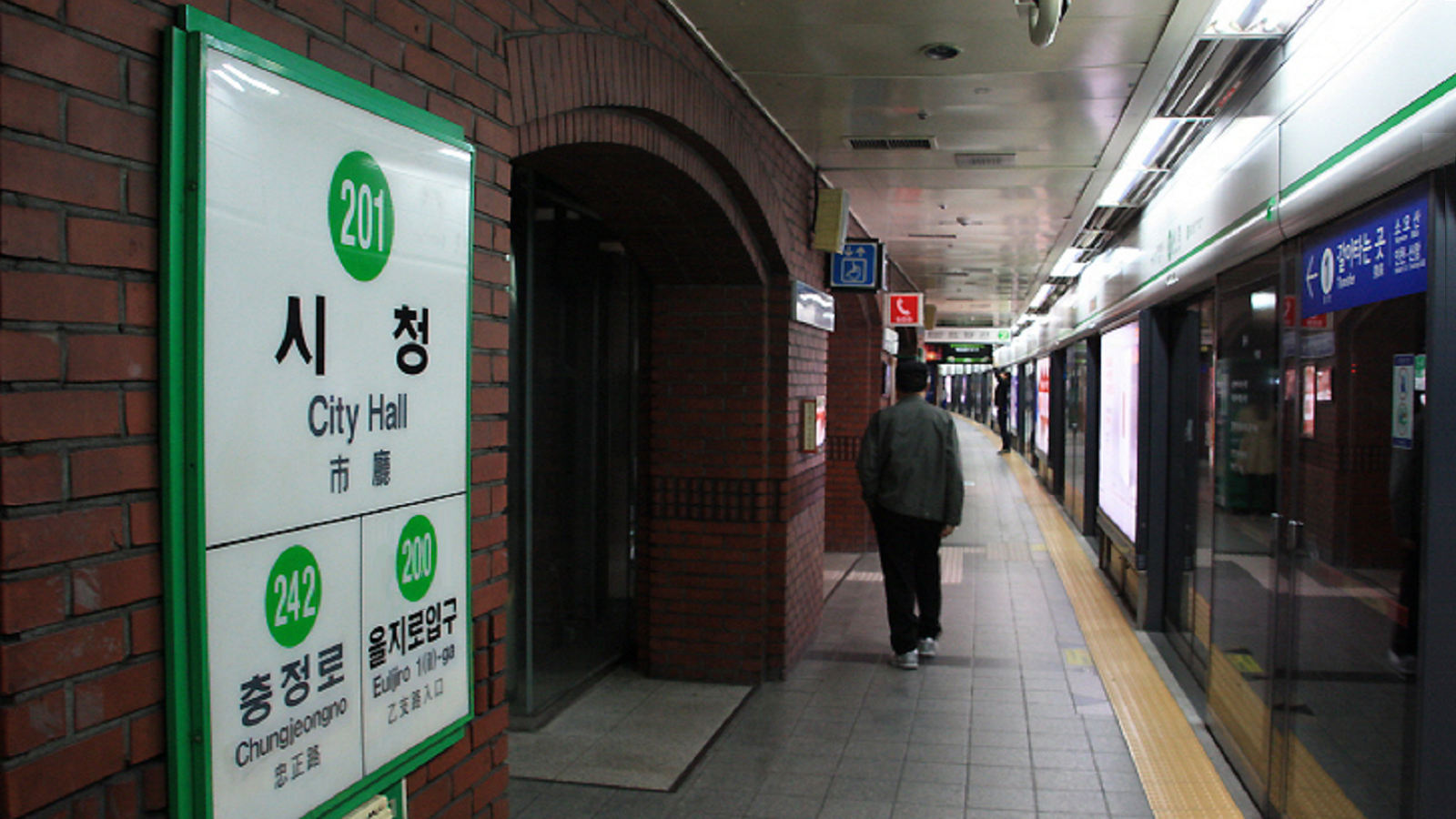
2호선 내선순환 승강장(글씨체 바꾸기 전, 서울메트로 시절)
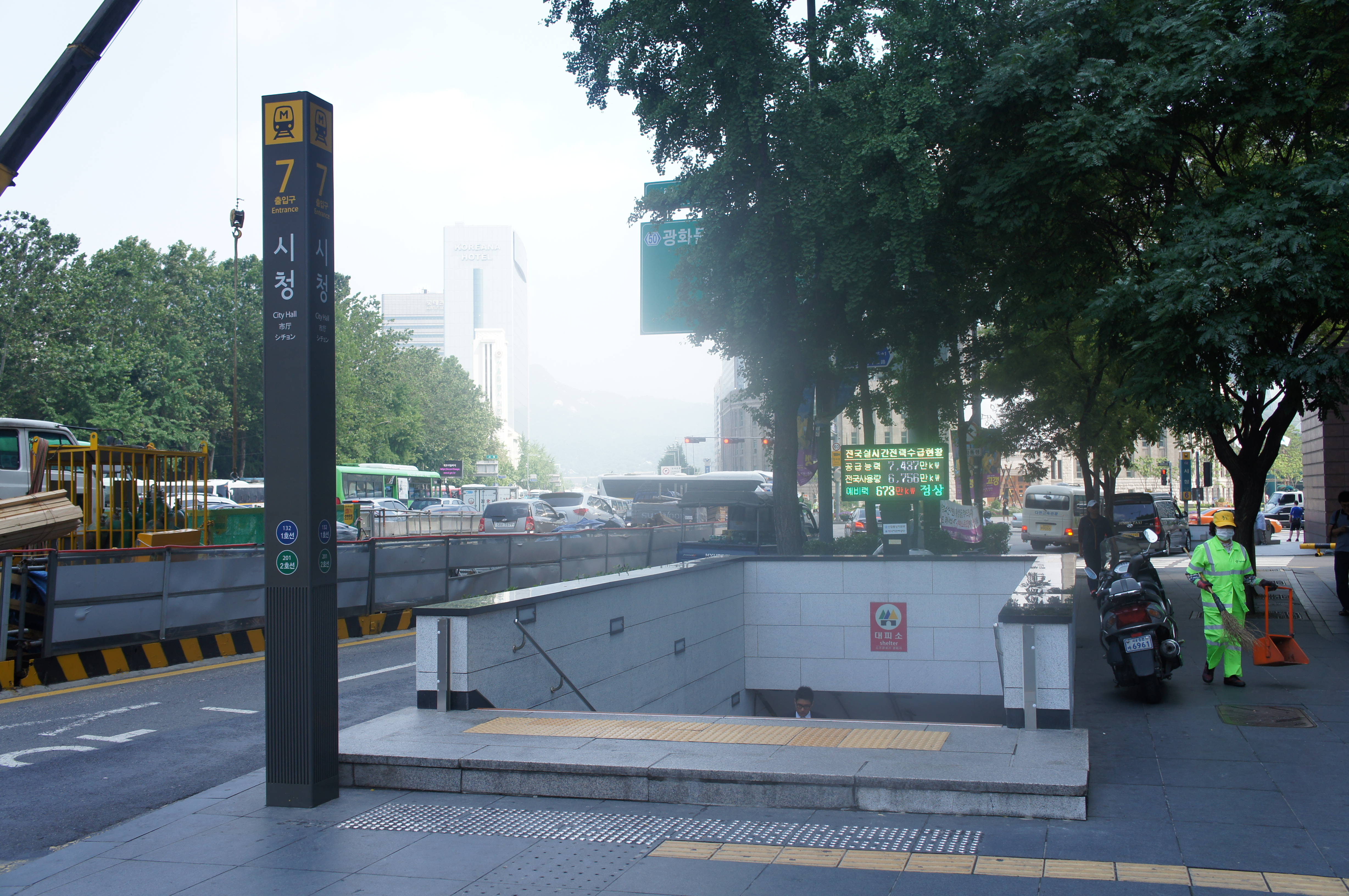
7번 출입구

## 인접한 역
| 서울 지하철 1호선                          | 서울 지하철 1호선                                                        | 서울 지하철 1호선                             |
| ------------------------------------------ | ------------------------------------------------------------------------ | --------------------------------------------- |
| 131 종각 연천 방면 광운대 방면 청량리 방면 | ● 수도권 전철 1호선 경원-경인선 완행·경원선 급행 경부선 완행 경부선 급행 | 133 서울 인천 방면 서동탄·신창 방면 신창 방면 |
| 서울 지하철 2호선                          |                                                                          |                                               |
| 243 충정로 외선순환                        | ● 서울 지하철 2호선                                                      | 202 을지로입구 내선순환                       |